# Hal McIntyre
Hal McIntyre (29 de noviembre de 1914 – 5 de mayo de 1959) fue un líder de banda, saxofonista y clarinetista de nacionalidad estadounidense.

## Biografía
Nacido en Cromwell (Connecticut), ya tocaba de manera constante siendo un adolescente, y en 1935 lideraba un octeto propio. Poco después se le ofreció temporalmente un puesto como saxofonista alto de Benny Goodman, trabajo que únicamente duró diez días, pero que sirvió para que Glenn Miller pudiera apreciar su habilidad, eligiéndole como miembro fundador de la Orquesta de Glenn Miller, formación para la cual tocó desde 1937 a 1941.
Miller estimuló a McIntyre a montar su propia formación, y la Orquesta McIntyre tocó por vez primera en New Rochelle, Nueva York en 1941. En la formación militaban los vocalistas Gloria Van, Ruth Gaylor y Al Nobel, el bajista Eddie Safranski y el saxofonista Allen Eager. Tocaron en muchas de las grandes salas de baile de los Estados Unidos, así como fuera del país durante la Segunda Guerra Mundial, en actuaciones para las tropas. En sus giras actuó, hasta el verano de 1951, la cantante Sunny Gale. En la década de 1950 la orquesta siguió actuando, dando respaldo musical a los Mills Brothers en su éxito de 1952 "Glow Worm".
También escribió la canción "Daisy Mae" en colaboración con Billy May, siendo grabada por Glenn Miller y su Orquesta.
Falleció en un incendio ocurrido en 1959 en Los Ángeles, California. Su hijo, Hal Jr., fue también un dotado saxofonista y clarinetista. 